# Luigi Petrazzuolo
Luigi Petrazzuolo (San Giorgio a Cremano, 28 luglio 1988) è un attore italiano.

## Biografia
Noto al pubblico televisivo per il ruolo di Pasqualino nella soap opera Un posto al sole d'estate sin dalla prima serie: è l'unico ad aver recitato in tutte le prime quattro stagioni. Nel 2007 prende parte al film tv Piper, diretto da Carlo Vanzina, dove interpreta il ruolo del batterista dei Demoni. Nello stesso anno partecipa al film Matrimonio alle Bahamas, regia di Claudio Risi, con Massimo Boldi.
Ospite veterano del festival de "Le notti dello statere" a Sibari, ha anche partecipato al Festival di Locarno col film Marcello Marcello riscuotendo grande successo da parte della critica che lo ha definito "La nuova leva del cinema italiano".
Nel 2009 partecipa alla miniserie tv Piper, regia di Francesco Vicario, in onda come il film tv omonimo su Canale 5.
Nel 2011 è protagonista de "La corte della Formica" col corto di Claudio Buono "Operazione Erode" al teatro Bellini di Napoli.

## Filmografia

### Cinema
- Matrimonio alle Bahamas, regia di Claudio Risi (2007)
- Marcello Marcello, regia di Denis Rabaglia (2008)

### Televisione
- La squadra, registi vari (2006)
- Un posto al sole d'estate, registi vari (2006-2009)
- Sette vite come i gatti, registi vari  (2007)
- Piper, regia di Carlo Vanzina (2007)
- Piper - La serie, regia di Francesco Vicario (2009)

### Teatro
- Operazione Erode di Claudio Buono, Regia di Roberto Nicorelli al Teatro Bellini di Napoli, Ruolo Greg (2011)
- La bohème di Giacomo Puccini, Regia di Giancarlo Stiscia al Teatro San Carlo di Napoli, Ruoli Vari (2012)

### Corto
- iSPOSI, regia di Mariano Luchini e Cristiano Luchini (2011).